# Johann Ernst von Schmettau
Johann Ernst von Schmettau (* 1703 in Zeitz; † 1. Mai 1764 in Neustadt (Oberschlesien)) war ein preußischer Generalmajor, Chef des Kürassierregiments Nr. 4 sowie Erbherr auf Rohrlach (östlich von Hirschberg im Fürstentum Jauer) in Schlesien.

## Leben

### Herkunft
Seine Eltern waren der königlich preußische Hofrat Friedrich Wilhelm von Schmettau (* 1670; † 22. Juni 1732) und dessen Ehefrau Sophia Dorothea, geborene Hünecke (1683–1763), Tochter des Hauptmanns Christian Leberecht Hünecke.

### Militärlaufbahn
Schmettau ging bereits 1718 in preußische Dienste und kam in das Regiment des Markgrafen Albrecht Friedrich. 1730 wurde er Leutnant, 1739 erhielt er die Kompanie des Oberst von Werdeck, am 6. Dezember 1744 wurde er Major. Am 30. Juni 1751 wurde er Oberstleutnant, am 13. Juni 1755 wurde er Oberst. Am 5. Dezember 1757 wurde er zum Generalmajor befördert. Während seiner Laufbahn kämpfte er in der Schlacht bei Mollwitz, wurde bei Hohenfriedberg verwundet. Für seine Leistungen in der Schlacht bei Kesselsdorf erhielt Schmettau den Orden Pour le Mérite. Er nahm auch an den Kämpfen bei Prag, Kolin, Breslau und Leuthen teil.
Während des Siebenjährigen Kriegs erhielt er im Jahr 1758 das Kürassierregiment Nr. 4, das zuvor dem Generalleutnant Friedrich Leopold von Geßler gehörte. 1759 war er bei der Schlacht bei Kunersdorf. Schmettau kommandierte in Schlesien ein Korps mit dem Auftrag, den Feind zu beobachten. Anfang des Jahres 1760 stand das Korps – bestehend aus zehn Schwadronen und 15 Bataillonen – bei Görlitz in der Lausitz. Im September 1762 erhielt er den Befehl, mit seinem Korps in Oberschlesien einzurücken und von den Städten Kontributionen einzuziehen.
Am 29. Juli 1763 kaufte er von Baron von Hochberg das Gut Rohrlach und das Schlesische Inkolat. Er starb 1764 in Neustadt in Oberschlesien.

### Familie
Schmettau heiratete 1730 Anna Sophie Schlüter (* 1712; † Mai 1747) Tochter eines Notars aus Rathenow. Das Paar hatte zwei Söhne und mehrere Töchter, darunter:
- Ernst Kasimir, Hauptmann im Füsilierregiment „Raumer“
- Karl Wilhelm (1734–1798), Generalleutnant und Chef des Dragonerregiments Nr. 2

⚭ Sophia Wilhelmine Agnes von Götze (1734–1780), Tochter des Ernst Ludwig von Goetze
⚭ 1782 Helene Sophie Wilhelmine von Alvensleben (* 7. Dezember 1745; † 28. April 1784), Witwe des Geheimen Kriegsrats Gebhard August II. von Alvensleben aus Hundisburg